# Pseudochazara sagina
Pseudochazara sagina är en fjärilsart som beskrevs av Rühl 1894. Pseudochazara sagina ingår i släktet Pseudochazara och familjen praktfjärilar. Inga underarter finns listade i Catalogue of Life.